# Jurisdicción de San Zadornil
Jurisdicción de San Zadornil – gmina w Hiszpanii, w prowincji Burgos, w Kastylii i León, o powierzchni 30,99 km². W 2011 roku gmina liczyła 68 mieszkańców.